# Mani in alto! (film 1953)
Mani in alto! (Gun Belt) è un film del 1953 diretto da Ray Nazarro.